# Jodi Picoult
Jodi Lynn Picoult, född 19 maj 1966 på Long Island, New York, är en amerikansk författare. Innan Picoult debuterade som författare studerade hon vid Princeton och Harvard och arbetade bland annat som lärare. Debutromanen kom 1992 och heter Songs of the Humpback Whale. Hennes bok Allt för min syster är uppskattad av många läsare. Hon har även skrivit serien Wonder Woman.
En filmatisering av Allt för min syster kom år 2009, med samma titel, i regi av Nick Cassavetes. Rollerna spelas av bland andra Cameron Diaz, Jason Patric och Abigail Breslin.
Picoult bor i Hanover, New Hampshire, tillsammans med sin man Tim och deras tre söner.